# ワルシャワ鉄道博物館
ワルシャワ鉄道博物館（ワルシャワてつどうはくぶつかん、ポーランド語: Muzeum Kolejnictwa w Warszawie）はポーランドの首都ワルシャワにある鉄道博物館。1931年設立。正式名称は「駅の博物館」を意味するStacja Muzeum。

## 概要
移転前のワルシャワ中央駅プラットホームを利用した機関車の常設展示に加え、定期的に入れ替えを行う屋内展示が実施されている。屋外に展示される機関車は、希少価値の高い軍用車を含めヨーロッパ全土から収集が行われた。またポーランドの鉄道に関する書籍を集めた図書館が併設されている。
戦間期に一度場所が移転したことがあったが、1972年からは現在の場所に再び移転している。2009年にポーランド国鉄が博物館に対して土地を明け渡すよう要求したが、2015年時点でも博物館は営業を続けていた。その後翌年3月に一度運営組織が解体され、翌月からは新組織「Stacja Muzeum」が運営を行うこととなった。
この博物館をよりふさわしい場所へ移転する計画が持ち上がっていたが結局頓挫しており、博物館は2022年現在も以前と同じ場所に位置している。

## 展示されている機関車
- OKa1-1 旅客用タンク機関車、1931年、 ドイツ
- TKl100-16 旅客・貨物用テンダー機関車、1934年、 ドイツ
- Pm2-34 特急用蒸気機関車、1936年、 ドイツ
- TKp-4147 貨物用タンク機関車、1942年、 フランス
- Tr203-451 貨物用蒸気機関車、1945年、 アメリカ合衆国
- ST44-001 貨物用ディーゼル機関車、1965年、 ソビエト連邦